# Tomtebissen
Tomtebissen var en politiskt satirisk tidning som grundades 5 januari 1857 i Göteborg, med Viktor Rydberg och Jonas Philipsson som redaktörer. Enligt Birger Schöldström ingick även Frans Hedberg i redaktionen, där han i så fall ska ha ansvarat för teaterkolumnen. Tidningens vinjett tecknades av Aron Jonason (Philipssons kusin). Tidningen har likheter med Söndags-Nisse som gavs ut 1862-1924, och den danska Folkets Nisse. Den har dock ingenting med jul att göra; när tidningen grundades var nissar i låg grad förknippade med jul, utan tomtenissen ska snarare förstås som en svensk motsvarighet till Punch-figuren.
Tidningen gavs endast ut 1857, med 24 nummer. Artiklarna är i regel inte signerade, men enligt bevarade listor skrev Rydberg totalt 39 artiklar. 29 av dessa artiklar skrev han i nummer 1–9, och 10 i nummer 14–20. Rydberg ska ha lämnat redaktionen för tidningen i maj, möjligtvis på grund av interna motsättningar. Upplagan ska aldrig ha överskridit 350.
I tidningen diskuteras bland annat kvinnans rättigheter, samtidigt som bland annat adel och kungahus, prästerskap och kyrka, industrialismens avarter och olika former av sociala orättvisor kritiseras. Artiklarna framförs med skarp satirisk humor. Viktor Rydberg gav i tidningen uttryck för mer revolutionära åsikter än hans anhängare ofta hade, vilket Birthe Sjöberg menar är en anledningen till att Rydberg-forskningen länge har förbisett tidningen, liksom att Rydberg för ett tag lämnade Göteborgs Handels- och Sjöfartstidning under Sven Adolf Hedlunds redaktörskap. I en uppmärksammad artikel i nummer 20 skrev Rydberg en synnerligen aggressiv artikel som gick till attack mot husaga.